# Monique Laroche
Monique Laroche, épouse Machavoine, est une parachutiste française née le 29 août 1929 à Paris et morte dans cette ville le 24 janvier 2016.

## Biographie
À 16 ans, Monique Laroche débute dans le parachutisme en 1945 sur une tour d'initiation, porte de Choisy.
En 1949 elle est licenciée au centre de Saint-Yan, où elle passe ses brevets d'État à partir de 1950 pour devenir la première française monitrice.
Elle est l'unique femme à intégrer la 1re demi-brigade parachutiste Special Air Service, et de ce fait, alors seule femme à intégrer une troupe aéroportée.
Elle est recordwoman mondiale d'altitude en saut avec ouverture retardée le 6 octobre 1951 (à 4 235 mètres pour une ouverture à 400 mètres du sol : distance parcourue en chute libre de 3 622 mètres).
Elle est championne du monde du combiné à Bled en 1951 (1re édition).
Elle est championne de France toutes catégories et hommes et femmes confondus à Saint-Yann en 1953, ainsi qu'en 1954, en voltige.
Précurseuse de la chute à plat, elle effectue le premier saut mondial en couplé avec Léo Valentin en 1955, puis quitte l'équipe de France en 1960.
Elle saute pour la dernière fois en 2002.